# Zeya (Rusia)
Zeya (en ruso: Зе́я) es una localidad rusa de Amur localizada en el río Zeya (afluente del Amur) a 230 km al suroeste de Tynda y 532 km al norte de Blagoveshchensk. De acuerdo con el censo de 2010, la población era de 24 986 habitantes.

## Historia

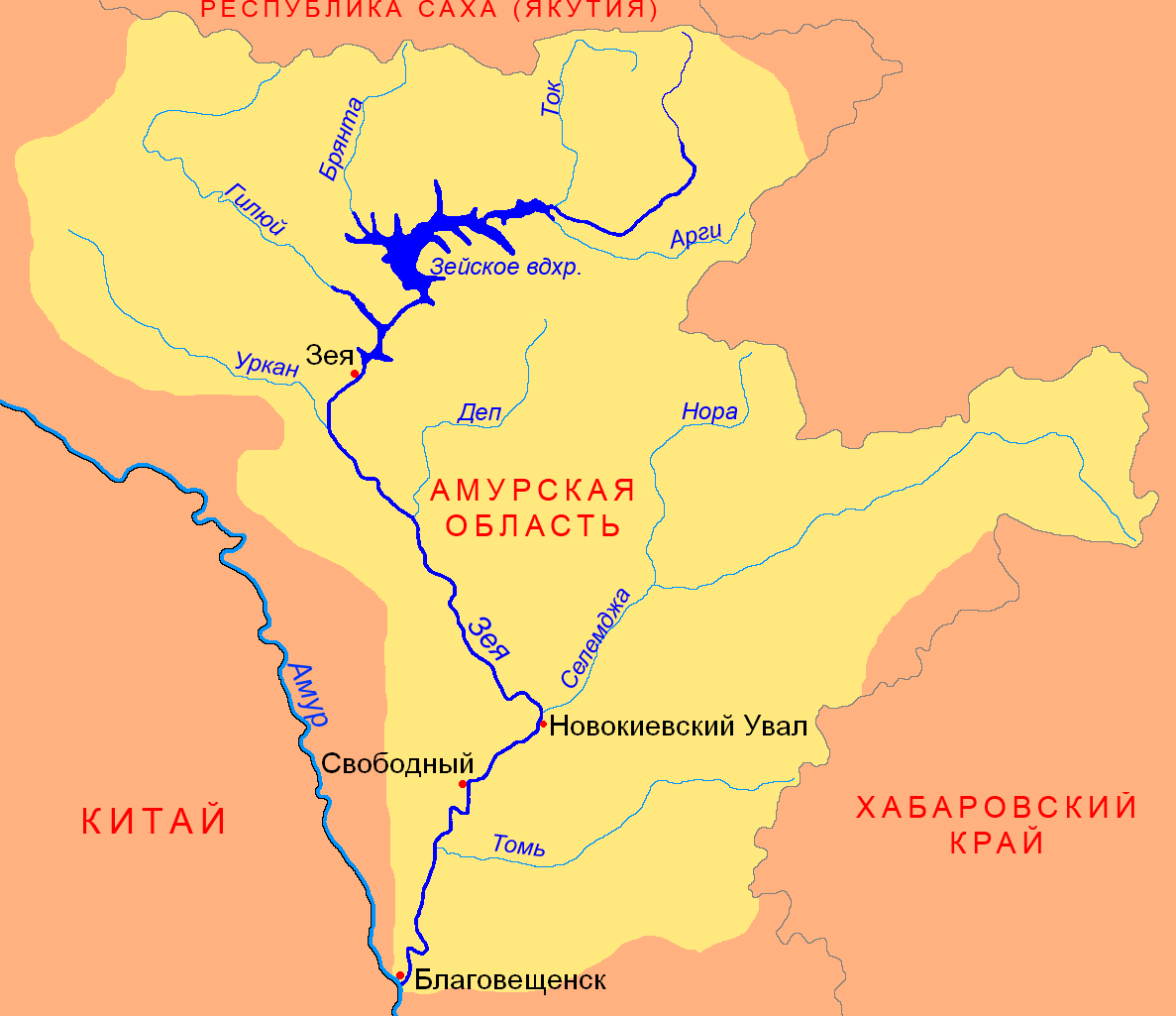
Mapa en ruso del río Zeya (Зе´я) en el que aparece arriba Zeya (Зе́я)

La localidad fue fundada en 1879 como asentamiento del "Zeyskiy Sklad", un almacén de abastecimientos y para la explotación del oro hallado en el río Zeya. En 1906, la zona llegó a los 5.000 habitantes y fue nombrada como Zeya-Pristan hasta que en 1913 cambió por su nombre actual.
La localidad fue uno de los centros más importantes en cuanto a la producción de oro hasta la fundación de Kolymá en los años 30
En 1964 se construyó un embalse que proporcionó un nuevo impulso para la economía de la ciudad.

## Demografía
| 1939  | 1959  | 1970   | 1979   | 1989   | 1992   | 2002   | 2008   |
| ----- | ----- | ------ | ------ | ------ | ------ | ------ | ------ |
| 8.900 | 7.100 | 16.700 | 29.000 | 31.955 | 32.400 | 27.795 | 26.995 |

## Climatología
| Parámetros climáticos promedio de Zeya | Parámetros climáticos promedio de Zeya | Parámetros climáticos promedio de Zeya | Parámetros climáticos promedio de Zeya | Parámetros climáticos promedio de Zeya | Parámetros climáticos promedio de Zeya | Parámetros climáticos promedio de Zeya | Parámetros climáticos promedio de Zeya | Parámetros climáticos promedio de Zeya | Parámetros climáticos promedio de Zeya | Parámetros climáticos promedio de Zeya | Parámetros climáticos promedio de Zeya | Parámetros climáticos promedio de Zeya | Parámetros climáticos promedio de Zeya |
| Mes                                    | Ene.                                   | Feb.                                   | Mar.                                   | Abr.                                   | May.                                   | Jun.                                   | Jul.                                   | Ago.                                   | Sep.                                   | Oct.                                   | Nov.                                   | Dic.                                   | Anual                                  |
| -------------------------------------- | -------------------------------------- | -------------------------------------- | -------------------------------------- | -------------------------------------- | -------------------------------------- | -------------------------------------- | -------------------------------------- | -------------------------------------- | -------------------------------------- | -------------------------------------- | -------------------------------------- | -------------------------------------- | -------------------------------------- |
| Temp. máx. media (°C)                  | -21.1                                  | -13.3                                  | -3.3                                   | 6.1                                    | 16.1                                   | 22.8                                   | 26.1                                   | 23.3                                   | 16.1                                   | 5.6                                    | -12.2                                  | -22.2                                  | 3.7                                    |
| Temp. mín. media (°C)                  | -32.8                                  | -28.3                                  | -17.8                                  | -6.1                                   | 2.2                                    | 9.4                                    | 13.3                                   | 11.7                                   | 3.9                                    | -6.1                                   | -23.3                                  | -32.2                                  | -8.8                                   |
| Precipitación total (mm)               | 5.1                                    | 7.6                                    | 10.2                                   | 22.9                                   | 48.3                                   | 91.4                                   | 134.6                                  | 109.2                                  | 78.7                                   | 22.9                                   | 17.8                                   | 7.6                                    | 556.3                                  |
| Fuente: Weatherbase                    |                                        |                                        |                                        |                                        |                                        |                                        |                                        |                                        |                                        |                                        |                                        |                                        |                                        |